# Adrian Snodgrass
Adrian Snodgrass (Kyogle, Australia, 1931 – enero de 2025) fue un estudioso del budismo y el arte budista. Ha desarrollado importantes teorías en el campo de la filosofía hermenéutica y su aplicación a la producción intelectual y el entendimiento entre culturas. Es el autor de varios libros importantes sobre arte y simbolismo de Asia, y por teorizar sobre la relación entre la hermnéutica y el diseño arquitectónico.

## Biografñia
Snodgrass es coeditor de la revista científica Architectural Theory Review y editor de Architectural Theory. Es miembro honorífico de The Asian Arts Society of Australia (TAASA); presidente de Australasian Association for Buddhist Studies (AABS); Investigador asociado de la Facultad de Arquitectura, Diseño y Urbanismo de la Universidad de Sídney; Senior Research Fellow de la Escuela de Lenguas y Culturas de la misma universidad; y profesor adjunto en el Centre for Cultural Research de la Universidad de Western Sydney.

## Obras
- Snodgrass, A. The Symbolism of the Stupa 1985, Cornell University, 1985. ISBN 9780877277002.
- Snodgrass, A. Architecture, Time and Eternity, (Satapitaka Series, No. 356–7, dos vols.) South Asia Books, 1988. ISBN 9788185179308.
- Snodgrass, A. The Taima Mandala: A Descriptive Guide 1995.
- Snodgrass, A. The Matrix and Diamond World Mandalas in Shingon Buddhism (Satapitaka Series, No. 354–5, dos vols.) 1997. ISBN 9788185179278.
- Snodgrass, A. Architettura, Tempo, Eternità, Mondadori Bruno, 2008. ISBN 9788861591806.
- Snodgrass, A. y R. Coyne. Interpretation in Architecture: Design as a Way of Thinking, Routledge, 2006. ISBN 9780415384490.